# Новосел (Калузька область)
Новосел (рос. Новосел) — село в Ферзиковському районі Калузької області Російської Федерації.
Населення становить 111 осіб. Входить до складу муніципального утворення село Сашкино.

## Історія
Від 2004 року входить до складу муніципального утворення село Сашкино

## Населення
1. Н/Д[2]